# Elektrolýza
Elektrolýza je fyzikálně-chemický jev, způsobený průchodem stejnosměrného elektrického proudu kapalinou, při kterém dochází k chemickým změnám na elektrodách.

## Částicové vysvětlení
Elektricky vodivá kapalina obsahuje směs kationtů a aniontů vzniklých v kapalině disociací. Průchodem elektrického proudu dochází k pohybu kladných iontů k záporné elektrodě a záporných iontů ke kladné elektrodě. Na elektrodách pak může docházet k chemickým reakcím – mezi ionty a elektrodou, mezi ionty samotnými nebo mezi ionty a kapalinou (díky vyšší koncentraci iontů u elektrody).

## Příklady elektrolýzy

### Elektrolýza roztoku kuchyňské soli

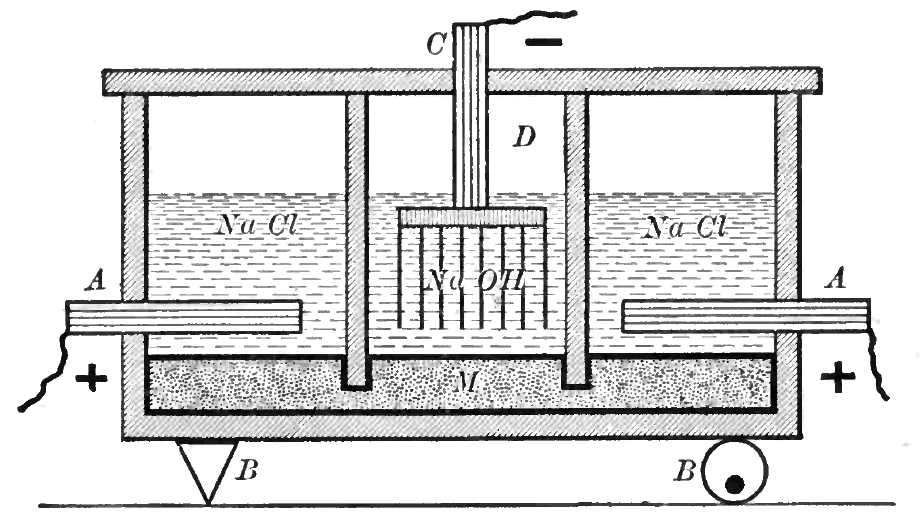
Schéma zařízení pro elektrolytickou výrobu chloru

Elektrolytem může být vodný roztok chloridu sodného NaCl (kuchyňská sůl), jenž je disociován na kladné ionty sodíku Na+ a záporné ionty chloru Cl−. Elektrody mohou být např. uhlíkové. Elektrické napětí mezi elektrodami usměrní pohyb Na+ k záporné elektrodě, ze které si iont H+ vezme elektron a změní se na elektricky neutrální částici – atom vodíku H, který se sloučí s jiným atomem vodíku za vzniku molekuly H2. Záporné ionty Cl− jsou přitahovány ke kladné elektrodě, které odevzdají svůj přebytečný elektron, a po dvou se sloučí do elektricky neutrální molekuly chloru Cl2. Na záporné elektrodě se z roztoku nevylučuje pevný sodík (to by se stalo, kdybychom místo vodného roztoku soli použili její taveninu – tímto procesem také lze s úspěchem kovový sodík vyrobit), ale probíhá zde redukce vodíku. Sodíkové kationty zůstávají v roztoku spolu s hydroxidovými anionty – jedná se o výrobu hydroxidu sodného.

### Elektrolýza vody
Při elektrolýze vody se jako elektrolyt používá roztok kyseliny sírové H2SO4 a ve vodě elektrody z platiny, která s kyselinou sírovou nereaguje. Disociací molekul kyseliny sírové vznikají v roztoku kladné ionty vodíku H+ a záporné ionty SO42−. Kationty vodíku se pohybují k záporné elektrodě, od které přijímají elektron a slučují se do molekuly vodíku H2. Anionty SO42− se pohybují ke kladné elektrodě, které odevzdají své přebytečné elektrony a elektricky neutrální molekula SO4 okamžitě reaguje s vodou – vzniká nová molekula H2SO4. Při této reakci se uvolňují molekuly kyslíku O2. U záporné elektrody se tedy vylučuje z roztoku vodík, u kladné elektrody se vylučuje kyslík. Přitom v elektrolytu zůstává stejný počet molekul kyseliny sírové H2SO4, zatímco ubývá molekul vody H2O, koncentrace roztoku se zvyšuje. K elektrolýze vody se používá Hofmannův přístroj.
Energetická účinnost elektrolýzy vody (získaná chemická energie/dodaná elektrická energie) dosahuje v praxi 60–70 %.

### Galvanické poměďování
Elektrolytem při galvanickém poměďování může být roztok síranu měďnatého CuSO4 ve vodě, kladná elektroda musí být z mědi, zápornou elektrodu tvoří vodivý předmět, který má být pokovován. CuSO4 se ve vodě disociuje na kationty mědi Cu2+ a anionty SO42−. Ionty Cu2+ jsou přitahovány k záporné elektrodě, na které postupně vytváří měděný povlak. Ionty SO42− jsou přitahovány ke kladné měděné elektrodě, z které vytrhují kationty mědi Cu2+. Koncentrace roztoku zůstává stejná, měděná elektroda se časem rozpouští.

## Faradayovy zákony elektrolýzy

### 1. Faradayův zákon
Hmotnost látky vyloučené na elektrodě závisí přímo úměrně na elektrickém proudu, procházejícím elektrolytem, a na čase, po který elektrický proud procházel.
{\displaystyle m=A\cdot I\cdot t},
kde m je hmotnost vyloučené látky, A je elektrochemický ekvivalent látky, I je elektrický proud, t je čas
nebo též
{\displaystyle m=A\cdot Q},
kde Q je elektrický náboj prošlý elektrolytem.

### 2. Faradayův zákon
Látková množství vyloučená stejným nábojem jsou pro všechny látky chemicky ekvivalentní, neboli elektrochemický ekvivalent A závisí přímo úměrně na molární hmotnosti látky.
{\displaystyle A={\frac {M}{F\cdot z}}},
kde F je Faradayova konstanta F = 9,6485 {\displaystyle \cdot } 104 C.mol−1 a z je počet elektronů, které jsou potřeba při vyloučení jedné molekuly (např. pro Cu2+ → Cu je z = 2, pro Ag+ → Ag je z = 1).

## Využití elektrolýzy
- Výroba chlóru;
- rozklad různých chemických látek (elektrolýza vody);
- elektrometalurgie – výroba čistých kovů (hliník);
- elektrolytické čištění kovů – rafinace (měď, zinek, nikl);
- galvanické pokovování čili galvanostegie – pokrývání předmětů vrstvou kovu (chromování, niklování, zlacení);
- galvanoplastika čili elektroformování – kovové obtisky předmětů, např. pro výrobu odlévacích forem[2]
  - strojírenství: nástroje a formy, měřidla, chladiče, výměníky, renovace strojních součástí, elektrody, brusné nástroje s kovovou matricí;
  - elektrotechnika: mikrovlnné součástky (vlnovody), speciální vodivé struktury, chladiče, součásti elektronek, houbovité elektrody pro elektrochemické zdroje;
  - fyzika: zrcadla, odražeče záření, optické komponenty, paraboly, stínicí prvky, targety pro vakuové technologie;
  - hudební průmysl: nástroje k lisování CD a vinylových gramodesek;
  - gumárenství: formy k lisování obuvi, hraček, gumových rukavic, speciálních těsnicích prvků, formy na výrobky s povrchem imitujícím přírodní materiál;
  - automobilový průmysl: paraboly světlometů, formy k lisování palubních desek či kuliček řadicích pák, maskovací šablony;
  - sklářství: formy, brusné nástroje s kovovou matricí;
  - letecká a kosmická technika: spalovací komory raketových motorů, kompozitní materiály a pevnostní prvky
- galvanické leptání – kovová elektroda se v některých místech pokryje nevodivou vrstvou, nepokrytá část se průchodem proudu elektrolytem vyleptá;
- polarografie – určování chemického složení látky pomocí změn elektrického proudu procházejícího roztokem zkoumané látky;
- akumulátory – nabíjení chemického zdroje elektrického napětí průchodem elektrického proudu.